# Skopcy
Gli skopcy (in russo: скопцы), termine che può essere tradotto con "castrati" , furono una setta cristiana ortodossa chiamata "colombe bianche" o "agnelli di Dio", diffusa in Russia nel XVIII secolo da Kondratij Selivanov (1730-1832), un contadino del distretto di Orël.

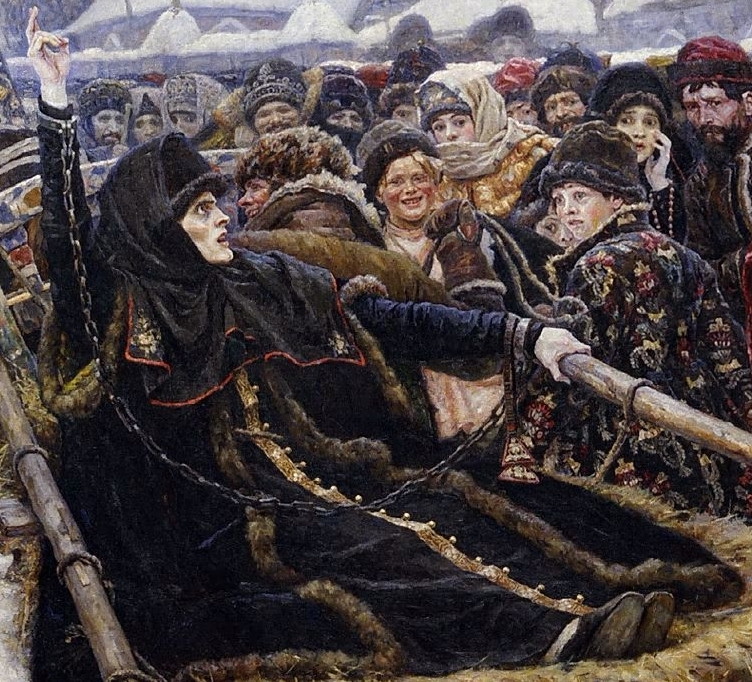
Dettaglio del dipinto Bojarinja Morozova di Vasilij Surikov raffigurante la boiarda Feodosija Morozova dei "Vecchi credenti" arrestata dalle Autorità zariste nel 1671. La donna tiene due dita tese, a simboleggiare il vecchio rituale ortodosso di compiere il segno della croce, con due dita invece che con tre.

## L'origine della setta
Nella seconda metà del XVII secolo il patriarca della Chiesa ortodossa russa Nikon procedette ad una profonda riforma dei riti religiosi che fu ampiamente e fortemente osteggiata soprattutto dall'arciprete Avvakum (1621–1682), che finì sul rogo per la sua opposizione.
Si originò così un folto gruppo di dissidenti religiosi chiamati "vecchi credenti" che nel '700 si frantumarono in sette tra le quali si diffuse quella degli Skopcy che predicavano ai fedeli di praticare la mortificazione del corpo fino a giungere all'automutilazione del pene per gli uomini, del seno per le donne in modo da "divenire bianchi", ossia angeli, ed entrare così di diritto nel regno dei cieli. La mutilazione poteva avvenire «asportando lo scroto (piccolo sigillo) o l'intero pene (grande sigillo o sigillo imperiale), mentre le donne praticavano la clitoridectomia, l'amputazione dei capezzoli, delle mammelle, delle piccole e delle grandi labbra.»

## La scissione dai Chlysty
La setta era una derivazione di quella dei Chlysty (probabilmente da chlestat, flagellare) formatasi nel XVII secolo ad opera di un contadino di Kostroma, Daniil Filippov (o Filippovič) , che credeva di essere Cristo in terra e predicava che chi l'avesse seguito si sarebbe anche lui trasformato in Cristo così da penetrare nello Spirito Santo attraverso l'ascetismo e una vorticosa danza rituale con flagellazione.
La setta dei Chlysty, vietata dallo Stato per il suo estremismo, era ispirata da Akulina Ivanova, la "madre di Dio" e "Regina del Cielo", una mistica che sosteneva di aver partorito in una precedente vita, ad opera dello Spirito Santo, Kondratij Selivanov, membro della setta.
I Chlysty credevano che Akulina fosse la zarina vergine e pia Elisaveta Petrovna che dopo due anni aveva abbandonato il regno affidandolo a una dama di corte, sua sosia. Mentre, vestito l'abito dimesso del pellegrino, si avviava verso Kiev, Akulina aveva incontrato a Orël i Chlysty e, convertitasi, si sarebbe unita alla loro setta dove avrebbe riconosciuto in Selivanov il suo figlio segreto concepito quand'era zarina.

## Selivanov
Nel 1765 Selivanov entrò in contrasto con i Chlysty che praticavano l'erotismo di gruppo convinto che il sesso fosse la fonte di ogni male e che il contatto ascetico con Dio si potesse raggiungere con la flagellazione e l'auto-castrazione sull'esempio di Origene (185– 254) che in giovane età, secondo quanto riferisce Eusebio di Cesarea, si era autoevirato rispondendo all'esortazione del versetto del Vangelo di Matteo: «...e vi sono eunuchi che si sono fatti eunuchi da se stessi, per il regno dei cieli».
Gli skopcy affermavano che Dio aveva creato i primi esseri umani senza attributi sessuali, ma Satana aveva profuso in loro pensieri lascivi che trasformarono mostruosamente il loro corpo dotandolo del pene che ricordava il serpente tentatore che andava estirpato:

## La diffusione degli skopcy
Dopo la morte di Selivanov la setta si propagò da Mosca e da San Pietroburgo fin nella Russia centrale e nelle zone del Caucaso e della Bessarabia, nel territorio del delta del Danubio, così che lo zar Nicola I (1825-1855) dovette accogliere l'invito della Chiesa cattolica a condannare esplicitamente e solennemente l'evirazione.
Intorno al 1871-1872 in Moldavia e in Crimea si diffuse la credenza che Selivanov si fosse reincarnato nel sarto Kuz'ma Fedoseev Lisin che, entrato nella setta degli Skopcy dopo una grave malattia, si era evirato nella forma radicale del "Grande Sigillo" mutilandosi non solo il pene ma anche i testicoli.
Lisin predicava agli adepti che presto lo zar lo avrebbe chiamato accanto a sé a Pietroburgo e avrebbe fatto liberare tutti gli skopcy imprigionati durante la campagna poliziesca del 1874. Fu invece egli stesso arrestato e confinato in Siberia.
Secondo fonti sovietiche, nel 1929 erano presenti sul territorio russo ancora circa 2000 skopcy. Alcuni episodi di auto-castrazione e di asportazione del seno continuarono a verificarsi dopo la seconda guerra mondiale in estreme zone rurali russe. L'ultimo episodio registrato risalirebbe al 1951.